# Veldsalie
Veldsalie of weidesalie (Salvia pratensis) is een plant uit de lipbloemenfamilie (Labiatae of Lamiaceae). Het is een behaarde, zwak geurende plant die voorkomt op droge, kalkhoudende grond. 

## Verspreiding
Het verspreidingsgebied van de veldsalie beslaat een groot deel van Europa en reikt tot in de Kaukasus. De noordgrens loopt van Zuid-Engeland en Nederland naar Midden-Rusland. Groeiplaatsen zijn droge (kalk)graslanden, vooral op rivierdijken, -duinen en in bermen. In Nederland komt veldsalie voornamelijk voor in de omgeving van de grote rivieren. Ze staat op de Rode Lijst als zeldzaam. De soort is sinds 1950 met 25–50 procent achteruitgegaan, maar vanaf 1 januari 2017 niet meer wettelijk beschermd. In België is de plant zeldzaam in het Maasgebied en elders bijna verdwenen.  

## Beschrijving
De hoogte van de plant is 30–60 cm. De onderste bladeren vormen een bladrozet. Ze zijn rimpelig, langwerpig en maximaal 15 cm lang. De stengelbladeren zijn kleiner, de bovenste ongesteeld. De bloem is donkerblauw en wordt tot 2,5 cm lang. De bovenlip is sterk gebogen en heeft de vorm van een helm. De meeldraden en stijl steken uit. De bloemen zijn tweeslachtig, maar er zijn planten met enkel vrouwelijke bloemen. De veldsalie bloeit van mei tot juli.

## Plantengemeenschap
Veldsalie is een kensoort voor de associatie van sikkelklaver en zachte haver (Medicagini-Avenetum pubescentis), een zeer bloemrijke plantengemeenschap van kalkrijke zandgronden langs de grote rivieren.
Het is tevens een indicatorsoort voor het mesofiel hooiland (hu) subtype 'Droge stroomdalgraslanden', een karteringseenheid in de Biologische Waarderingskaart (BWK) van Vlaanderen en het Brussels Hoofdstedelijk Gewest.

## Afbeeldingen

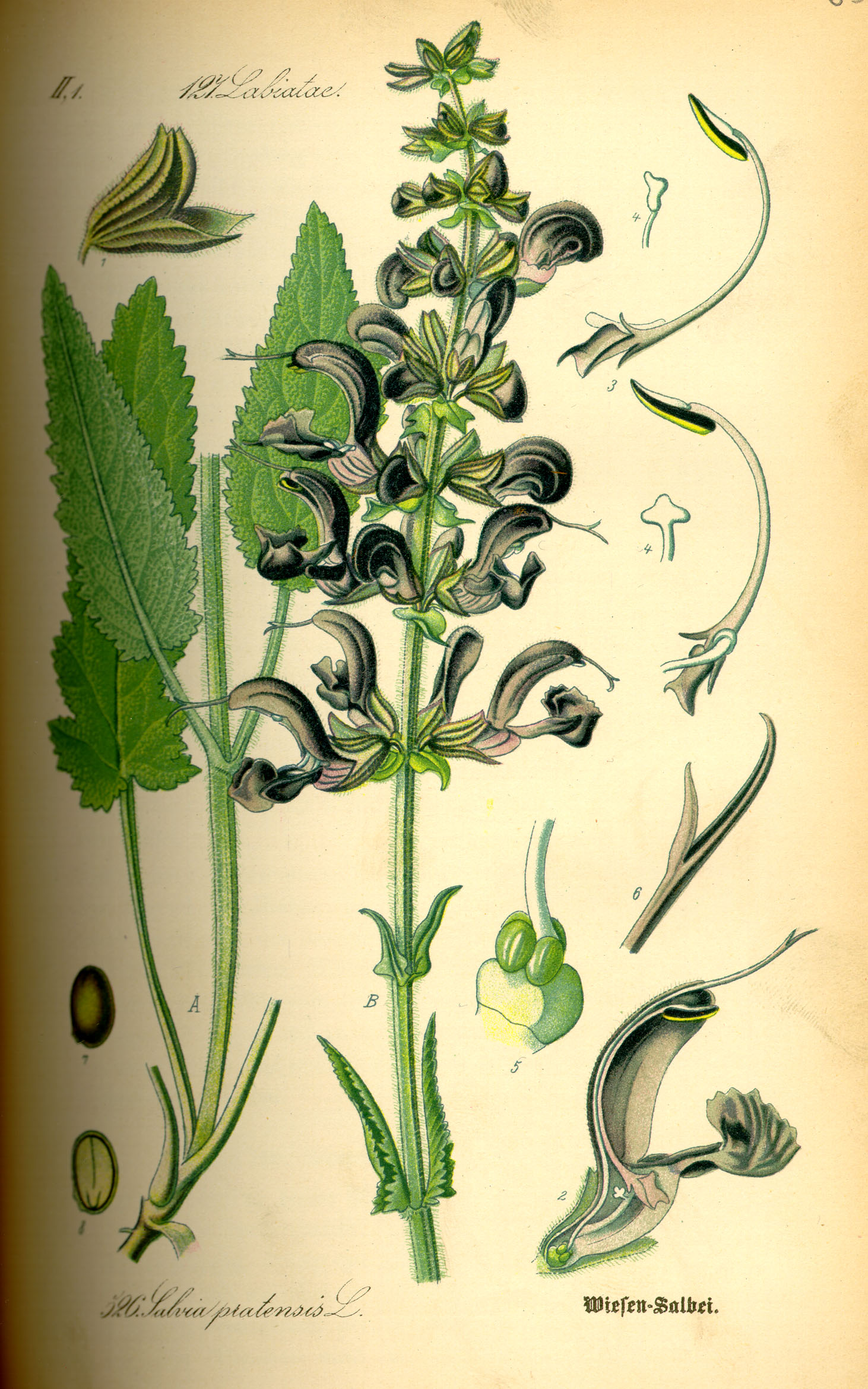
Botanische tekening in een Duitse flora uit 1885
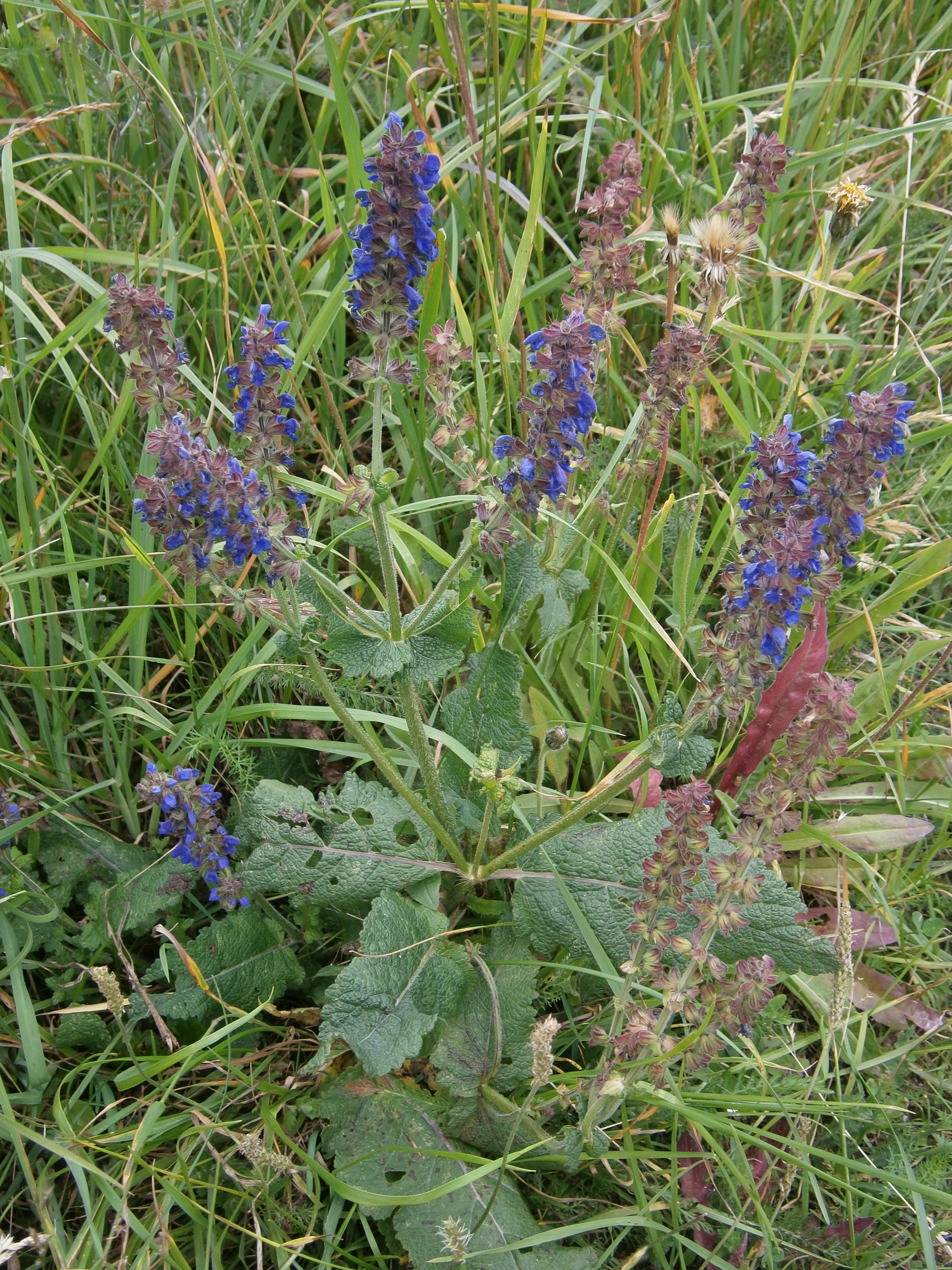
Gehele plant